# Hadano
Hadano (jap. 秦野市 Hadano-shi) – miasto w Japonii, w prefekturze Kanagawa, w środkowej części wyspy Honsiu.

## Położenie
Miasto leży w centrum prefektury Kanagawa. Graniczy z:
- Atsugi
- Iseharą
- Hiratsuką
- Ōi, Nakai, Matsudą, Yamakitą
- Kiyokawą

## Historia
1 kwietnia 1889 roku, po restauracji Meiji, w wyniku połączenia siedmiu miejscowości z powiatu Ōsumi powstało miasteczko Hadano (chō). 1 kwietnia 1896 roku miejscowość stała się częścią powiatu Naka. Hadano otrzymało prawa miejskie 1 stycznia 1955 roku.

## Populacja
Zmiany w populacji Hadano w latach 1970–2015:
| Rok  | Populacja |
| ---- | --------- |
| 1970 | 75 226    |
| 1975 | 103 663   |
| 1980 | 123 133   |
| 1985 | 141 803   |
| 1990 | 155 620   |
| 1995 | 164 722   |
| 2000 | 168 142   |
| 2005 | 168 317   |
| 2010 | 170 145   |
| 2015 | 167 378   |

## Urodzeni w Hadano
- Rinko Kikuchi – japońska aktorka

## Miasta partnerskie
- Stany Zjednoczone: Pasadena
- Korea Południowa: Paju